# Kathrin Neimke
Kathrin Neimke, nemška atletinja, * 18. julij 1966, Magdeburg, Vzhodna Nemčija.
Nastopila je na poletnih olimpijskih igrah v letih 1988, 1992 in 1996, leta 1988 je osvojila naslov olimpijske podprvakinje v suvanju krogle, leta 1992 pa bronasto medaljo. Na svetovnih prvenstvih je osvojila bronasti medalji v letih 1987 in 1993, na svetovnih dvoranskih prvenstvih naslov prvakinje leta 1995, na evropskih prvenstvih bronasto medaljo leta 1990, na evropskih dvoranskih prvenstvih pa prav tako bronasto medaljo leta 1988. 